# كاي وان
كايوان (بالصينية: 开远市) مدينة صينية تم تصنيفها بمستوى محافظة تابعة لمقاطعة يونان الواقعة في الجنوب الأوسط من جمهورية الصين الشعبية، تقع مدينة كايوان تحديدا في جنوب شرق المقاطعة يونان وتنتمي إلى منطقتي هونغ خه هاني واي ذاتية الحكم، متصلة بجبل يانشان في الشرق، وكيو ومايتريا من الشمال، ومنغزي وجيجيو في الجنوب، وجيانشوي من الغرب، اعتبرها الصينيون قلعة النقل في المنطقة والمدينة المركزية في جنوب شرق يونان، كايوان غنية بالموارد الطبيعية كالفحم الحجري وعيون وينابيع مياه تسمى يــ شياولونغتان وتقع على بعد 20 كيلومترًا من المدينة، ولديها احتياطيات من الليغنيت تبلغ 1.2 مليار طن وهو نوع من أنواع الفحم الحجري، وهي أكبر منجم فحم مفتوح في يونان بإنتاج تعدين سنوي يبلغ 6.3 مليون طن، توجد محطة لتوليد الطاقة الكهربائية تبلغ 600 ألف كيلو وات، تشتهر المدينة بصناعة الأسمنت والأسمدة والسكر والورق والنبيذ والأغذية وغيرها من الصناعات.

## المساحة وعدد السكان
وفقًا لبيانات التعداد السادس للصين في عام 2010، ضمت المدينة ما مجموعه 90300 أسرة ويبلغ عدد سكانها 296500 نسمة، يبلغ عدد السكان الذكور 141500، ويمثلون نسبة 50.31 ٪ من إجمالي السكان؛ عدد السكان الزراعيين هو 174.800، يمثل 62.17 ٪ من إجمالي السكان؛ يبلغ تعداد الأقليات العرقية 162.900، وهو ما يمثل 60 ٪ من إجمالي السكان.
هناك 33 مجموعة عرقية بما في ذلك هان ويي ومياو وهوي وتشوانغ في الإقليم. هناك 4 أقليات عرقية تسكن يي ومياو وهوي وتشوانغ.
وحسب احصائات عام 2016، كان إجمالي عدد سكان المدينة 334100 (عدد السكان المقيمين) ، منهم: كان عدد سكان الحضر 245400، وشكل سكان الحضر ما نسبته 73.46 ٪ من إجمالي السكان، ويبلغ عدد السكان المسجلين 286089. كما وتذكر بعض المصادر وجود نسبة كبير من المسلمين في مدينة كايوان مثلها كمثل باقي مدن المقاطعة التي تحتوي عدد كبير من المسلمين الصينين واغلبهم من عرق هوي.

## المناخ
قع كايوان بين خط عرض 23 ° 30 'إلى 23 ° 58' شمالا وخط طول 103 ° 04 'إلى 103 ° 43' شرقا، وتقع في الجزء الجنوبي الشرقي من مقاطعة يونان، يبلغ عرض المدينة 66 كيلومترًا من الشرق إلى الغرب و 52 كيلومترًا من الشمال إلى الجنوب، وتبلغ مساحتها الإجمالية 1946.91 كيلومترًا مربعًا، تتميز المدينة بطقس معتدل يبلغ متوسط درجة الحرارة السنوية لمنطقة كايوان حوالي 19.8 ℃، ودرجة الحرارة قصوى 38.2، وادني معدل لدرجة الحرارة يبلغ -2.4 ℃.

## الاقتصاد
في عام 2011، حققت مدينة كايوان قيمة صناعية مضافة بلغت 4.03 مليار يوان وإجمالي أرباح وضرائب بقيمة 1.19 مليار يوان، وفي مارس 2015، تم تسمية كايوان رسميًا بمدينة الصرف الصحي المثالية من قبل الرابطة الوطنية للصحة والوطنية، واصبحت في عام 2019 من أفضل 100 مقاطعة ومدينة في غرب الصين، وفي 31 ديسمبر من نفس االعام، تم اختيارها كمقاطعة مثالية للابتكار الريفي وريادة الأعمال النموذجية.
من عام 2006 إلى عام 2020، بلغ الناتج المحلي الإجمالي الإقليمي لمدينة كايوان 33.22 مليار يوان. هيكل الصناعات الثلاث هو 11.5: 49.9: 38.6. بلغ إجمالي الإيرادات المالية في السنوات الخمس 4.27 مليار يوان، منها: أكملت إيرادات الميزانية المالية المحلية 2.2 مليار يوان. وبلغت نفقات الميزانية العامة للتمويل المحلي 4.21 مليار يوان. بلغ اجمالى الاستثمار في الاصول الثابتة للمجتمع كله 19.03 مليار يوان.

## السياحة
تمتلك كايوان «سبعة ينابيع مياه طبيعية وتعتبر من أهم الوجهات السياحية في المدينة» (ويطلق على هذه الينابيع أسماء صينية معبرة في المعنى وهي: لينغ تشوان Lingquan واو تشان Aoquan وغو لين تشوان Gulingquan古林泉 وباي سوي تشوان Baisuiquan百岁泉 وبينغ تشوان Bingquan冰泉 والينابيع الساخنة). وبالإضافة إلى ذلك فقد كانت تحتوي المدينة أيضا ثمانية مواقع أخرى ذات مناظر خلابة، ولكن مع مرور الوقت وبسبب عوامل مختلفة منهاالمناخ والتدخل البشري، تم طمس العديد من المواقع ذات المناظر الخلابة الطبيعية مما ادى إلى زوالها تماما بعد عام 1980، وعلى اثر ذلك فقد قامت الحكومة بافتتاح دائرة الموارد السياحية لمدينة كاي وان، وذلك للحفاظ على المواقع ذات المناظر الخلابة الطبيعية مثل ناندونغ Nandong 难洞، بالإضافة لانشاء مواقع خلابة جديدة مثل حديقة لوجيانغ.
ومع ذلك فلا تزال المدينة كغيرها من مدن مقاطعة يونان المشهورة بانها وجهة سياحية معتمدة وخصوصا على مستوى السياحة الداخلية وتقع منطقة ناندونغ ذات المناظر الطبيعية الخلابة على بعد 10 كيلومترات من الضواحي الجنوبية للمدينة، وهناك أكثر من 50 موقعًا خلابًا، تتكون من 8 كهوف مختلفة الأحجام، بعضها عبارة عن سفوح جبلية عالية، وبعضها الآخر منحني فوق سفح الجرف، ومن أهم الاماكن السياحية في المدينة أيضا كهف تونغلينغ كبير، والنهر الجوفي داخل كهف له تيار تحت الأرض الذي يبلغ طوله عدة أميال، ويتدفق أمام الكهف، والبركة العميقة التي يلتقي فيها ويتدفق إلى أسفل النهر هي نهر كينغشوي (المعروف الآن باسم نهر ناندونغ).

## وصلات خارجية
- الموقع الرسمي لحكومة كاي وان